# ای.بی. فورد
 ای. بی. فورد (انگلیسی: E. B. Ford؛ ۲۳ آوریل ۱۹۰۱ – ۲۱ ژانویهٔ ۱۹۸۸) یک دانشمند اهل بریتانیا بود.